# Gußwerk
Gußwerk je bývalá obec v Rakousku v spolkové zemi Štýrsko v okrese Bruck-Mürzzuschlag. K 1. lednu 2015 byla obec připojena k městu Mariazell.
V roce 2013 zde žilo 1272 obyvatel.

## Historie
Obec pravděpodobně vznikla v roce 1342. V letech 1742–1899 bylo jedním z nejdůležitějších výrobců dělostřeleckých komodit v Rakousku.
Obecní znak byl Gußwerku udělen 1. září 1964.

## Partnerská města
- Vejano, Itálie, 1960